# YMITアリーナ
YMITアリーナ（わいみっとありーな）は、滋賀県草津市野村公園にある総合体育館、コンベンションホールである。くさつシティアリーナという名称を使用することもある。

## 概要
市民体育館の老朽化による建替えと中心市街地におけるにぎわい拠点等の整備を目的としたもの。2019年3月に竣工し、同年6月に供用を開始した。当館には指定管理者制度が設けられ、運営および管理は合同会社草津市スポーツ振興事業体が行っている。

## 歴史
- 2013年（平成25年）9月：草津市が「（仮称）野村スポーツゾーン整備基本構想」を制定し、野村運動公園とその周辺が整備対象に指定される[5]。この時、サッカースタジアムまたは陸上競技場を併設する案も出た[注 1]。
- 2014年（平成26年）8月：草津市が「（仮称）野村スポーツゾーン整備基本計画」を制定し、体育館を建て替えることが確定する[6]。
- 年月不明：旧体育館を解体。
- 2017年（平成29年）
  - 5月24日：一般競争入札により、熊谷組・ゆうあいJV（特定建設工事共同企業体）が新体育館の建築を担当することが確定する[7]。
  - 6月26日：新体育館の建設を開始。電気は住友・中島JV、機械は三機工業・藤尾設備工業JVが担当した[2]。
- 2019年（平成31年・令和元年）
  - 2月20日：野洲メディカルイメージングテクノロジーが命名権を取得。愛称を「YMITアリーナ」とする[注 2][8]。
  - 3月末：竣工[2]。
  - 6月23日：完成記念イベントとして、Vリーグによるエキシビジョンマッチ（東レアローズVSトヨタ車体クインシーズ）が開催される[9]。
  - 7月1日：一般利用を開始[9]。

## 施設
- メインアリーナ
  - 面積約2,000 m2、約2,500人収容（仮設席は含まない）
- サブアリーナ
  - 面積約880 m2
- 多目的室
- 会議室
- 控室
- 更衣室
- キッズスペース

## 主な大会・イベント
Bリーグの滋賀レイクスターズの試合で使用されるホームアリーナのひとつ（準ホームアリーナ）である。

## アクセス
公共交通機関
- JR琵琶湖線（東海道本線）・JR草津線草津駅
  - 同駅からまめバス「野村運動公園前」停留所下車、徒歩約3分[11]。
  - 同駅から徒歩約10分[12]。

自動車
- 名神高速道路栗東インターチェンジ下車、約10分。  - （駐車場：172台[13]）